# Тифтикиди, Николай Фомич
Николай Фомич Тифтикиди (также Никос Тифтикидис; род. 11 августа 1921 — 27 мая 2014) — советский и российский музыковед и педагог. Кандидат искусствоведения, почётный профессор Ростовской и Алма-Атинской консерваторий.

## Биография
Родился 11 августа 1921 года в Боржоми в семье понтийских греков. Детство и юность провёл в Баку, там же учился в музыкальной школе; сначала по классу фортепиано, затем скрипки. Самостоятельно начал осваивать игру на понтийской лире. В 1941 году стал студентом Бакинской консерватории. С июля 1941 по август 1942 года в составе концертных бригад выступал перед ранеными в госпиталях, расквартированных в Баку.
В связи с репрессиями его учёба дважды прерывалась. С 1942 по 1946 год он, как грек, находился на спецпоселении в Северо-Казахстанской области. С ноября 1944 года и до окончания войны был мобилизован в Трудовую армию на строительство ТЭЦ. С 1949 по 1955 годы находился в Южно-Казахстанской области. Был реабилитирован в 1955 году. 
В 1952 году с отличием окончил историко-теоретический факультет Алма-Атинской консерватории по специальности «Теория музыки». Преподавал в учебных заведениях Алма-Аты: в музыкальном училище (с 1950 по 1956 гг.) и консерватории (с 1964 по 1967 гг.). Заведовал кафедрой теории музыки в музыкальных вузах Алма-Аты (с 1964 по 1967 гг.) и Ростова-на-Дону (с 1968 по 1984 гг.), руководил научной деятельностью Ростовского государственного музыкально-педагогического института, одновременно занимая должность проректора по научной деятельности (с 1976 по 1984 гг.).
В 1977 году защитил кандидатскую диссертацию по теме «Система ритма и темпа домбровой музыки Западного Казахстана».
В 1998 году вместе с женой переехал в Москву и сосредоточился на сфере музыкально-просветительской деятельности. Был одним из организаторов Первого Всесоюзного фестиваля греческой культуры и искусства, серии концертов в России, Греции, на Кипре, а также ряда других музыкальных мероприятий.
Был автор ряда трудов, посвященных музыкальной культуре греков Советского Союза, Понтийского эллинизма.
Скончался 27 мая 2014 года.

### Семья
Супруга ― Эмилия Афанасьевна. Познакомился с ней во время преподавания в музыкальном училище в Алма-Ате. Дочь ― Елена.